# Luise Meier (Autorin)
Luise Meier (* 1985 in Ost-Berlin) ist eine deutsche Autorin.

## Leben
Meier studierte Philosophie, Sozial- und Kulturanthropologie und Kulturwissenschaften an der FU Berlin, der Viadrina Universität Frankfurt an der Oder und der Universität Aarhus (Dänemark) und arbeitete als Servicekraft.
Luise Meier lebt in Berlin und schreibt gelegentlich für die Tageszeitungen Der Freitag, Jungle World und Berliner Zeitung.
Meier vertrat bei der Gala der Kampagne „Kein Haus weniger“ die 70 Prominenten, welche einen offenen Brief für den Erhalt bedrohter alternativer Haus- und Kulturprojekte unterschrieben hatten.
Am Tag der Pflege 2022 veranstaltete Meier als Moderatorin einen Kongress im Theater HAU unter dem Motto „Kongress der Sorge“.

## MRX Maschine
2018 veröffentlichte sie ihr erstes Buch MRX Maschine anlässlich des 200-jährigen Geburtstages von Karl Marx. Das Buch ist im Verlag Matthes & Seitz erschienen.
Mrx Machine wurde von Kritikern sehr gut aufgenommen. Patrick Eiden-Offe rezensiert in der Süddeutschen Zeitung unter dem Titel Blick auf die Lieferkette:

„Feminismus und Postkolonialismus sind nicht automatisch antikapitalistisch. Aber wo sie antikapitalistisch auftreten, da werden ihre Kämpfe zu proletarischen Kämpfen, zu Kämpfen des globalen Proletariats gegen seine eigenen Konstitutionsbedingungen. Nicht, das es bei all dem nicht jede Menge zu diskutieren gäbe. Gerade umgekehrt: Dass dieses Buch uns in atemraubender Virtuosität so viel Stoff zum Diskutieren geradezu hinschleudert, das ist das Großartige an dieser ‚MRX Maschine‘“

Kristina Kaufmann schreibt in Spex Ausgabe 20180501:

„Dieser Text muss proklamiert werden. Denn er will anstiften, aufrühren, anzünden.“

Im Standard schreibt Ronald Pohl 2018: 
Marx’ vorerst gelehrigste Schülerin in diesem Jahr ist eine überzeugende Servicekraft. Sie lockt mit heilsamen Aussichten auf Ansteckung: mit Unproduktivität. 

## Performance
2019 war sie anlässlich des 30. Jubiläums des Mauerfalls an mehreren Theateraufführungen am HAU mit dem Titel „The Great Disintegration“ beteiligt. Dabei wirkte sie mit andcompany&Co zusammen. Mit der Choreografin/Performancekünstlerin/Tänzerin Jule Flierl entwickelte Meier die Performance Menstrual Mental, die ebenfalls 2019 uraufgeführt wurde.

## Publikationen

### Monografien
- MRX Machine. Matthes & Seitz, Berlin 2018, ISBN 978-3-95757-595-1.
- Hyphen. Matthes & Seitz, Berlin 2024, ISBN 978-3-7518-0984-9.

### Essays
- Die Berliner Volksbühne veröffentlichte Texte der Autorin  auf ihrer Internetseite als Rubrik Denkseiten.[15]

### Performances
- Störlaute, 2018 (mit Jule Flierl)
- M E N S T R U A L   M E T A L, 2019 (mit Jule Flierl)
- W I S M U T – A Nuclear Choir, 2019[16] (mit Jule Flierl)
- The great disintegration, 2019[17]